# Échange de mots croisés
Échange de mots croisés (France) ou Maux croisés (Québec) (Homer and Lisa Exchange Cross Words) est le 6e épisode de la saison 20 de la série télévisée d’animation Les Simpson.

## Synopsis
Homer brise des couples et décide d'en faire son métier. Pendant ce temps, Lisa se découvre un talent pour les mots croisés et participe à des tournois organisés à Springfield. Mais son père décide de parier contre elle. Lorsque Lisa le découvre, Homer tente de regagner l’amour de sa fille avec l’aide de Will Shortz, verbicruciste et responsable de la rubrique des mots croisés du New York Times, et de Merl Reagle, également créateur de mots croisés.

## Invités
- Will Shortz : lui-même
- Merl Reagle : lui-même
- Scott Thompson : lui-même

## Audience américaine
L’audience aux États-Unis a atteint lors de sa première diffusion 8,52 millions de téléspectateurs.